# Шевнин, Виктор Ионович
Виктор Ионович Шевнин (7 ноября 1917 – неизвестно) — советский государственный и политический деятель.

## Биография

### Первые годы
Виктор Ионович родился 7 ноября 1917 года в Новониколаевске.
В 1941 году окончил Новосибирский инженерно-строительный институт.
Пять лет работал прорабом, затем секретарём партийной организации. Член РКП(б) с 1945 года.
В 1945 году Шевнин назначен заведующим промышленно-транспортным отделом Дзержинского райкома РКП(б). В 1949–1951 годах – второй секретарь Дзержинского райкома РКП(б), в 1951–1953 – заведующий отделом строительства и городского хозяйства Новосибирского горкома КПСС. С 1953 года и до назначения главой города – первый заместитель председателя Новосибирского горисполкома. 24 ноября 1954 года Виктор Ионович стал председателем Новосибирского горисполкома.

### Председатель горисполкома
В рамках XX съезда КПСС стали доступны международные контакты и обмены. Первая группа новосибирцев, состоящая из 27 человек отправилась в Югославию в 1956 году. В 1959–1863 годах средние темпы прироста в сельском хозяйстве составляли около 10%.
В 1959 году появились народные театры, университеты культуры и искусства, открылся Государственный университет, театр музыкальной комедии, второй зал кинотеатра «Победа» и ещё шесть кинотеатров.
18 марта 1961 года освобождён от должности главы города с формулировкой «...за бесконтрольность в распределении жилья...».

### После отстранения
В 1961 году назначен заместителем главного инженера управления «Сибакадемстрой». С 1963 года – Министр строительства Киргизской ССР. В 1970–1978 годах – начальник Главка Министерства строительства СССР, в 1978–1982 годах – старший инженер Министерства строительства СССР.

## Награды
Виктор Ионович дважды награжден орденом Трудового Красного Знамени и орденом «Знак Почета».